# José Kelvin de la Nieve
José Kelvin de la Nieve Linares (født 22. august 1986 i Los Alcarrizos, Den Dominikanske Republik) er en mongolsk amatørbokser, som konkurrerer i vægtklassen let-fluevægt. De la Nieve har ingen større internationale resultater, og fik sin olympiske debut da han repræsenterede Spanien under Sommer-OL 2008. Her blev han slået du i første runde af Luis Yáñez fra USA i samme vægtklasse. Han har også diverse mindre medaljer, blanst andet en sølvmedalje og en bronzemedalje fra Europamesterskabet, og en bronzemedalje fra Middelhavslegene i 2005.